# Yelicones longivena
Yelicones longivena är en stekelart som beskrevs av Quicke, Chishti och Chen 1997. Yelicones longivena ingår i släktet Yelicones och familjen bracksteklar. Inga underarter finns listade i Catalogue of Life.